# Alfredo Foni
Alfredo Foni (20. leden 1911, Udine, Italské království – 28. leden 1985, Breganzona, Švýcarsko) byl italský fotbalista. Hrával na pozici obránce. Později se stal i trenérem.
Svůj první zápas odehrál v 16 letech za klub Udinese ve druhé lize. V roce 1929 přestoupil na dva roky do Lazia a potom tři roky hrál v Padově. V roce 1934 přestoupil do slavného Juventusu aby nahradil Rosettu. S Bianconeri hrál nepřetržitě 11 sezon až do roku 1947. Odehrál 266 zápasů - aniž by vynechal zápas na sedmi sezonách po sobě. Jenže za slavný klub získal jen jeden titul (1934/35) a dva domácí poháry (1937/38, 1941/42). Hráčskou kariéru zakončil ve švýcarském klubu FC Chiasso.
Za italskou reprezentací debutoval 3. srpna 1936 na OH 1936, kde získal zlatou medaili. Na MS 1938 patřil k tahounům mužstva, který turnaj vyhrál. Na tomto šampionátu byl federací FIFA zařazen i do all-stars týmu. Celkem za národní tým odehrál 23 utkání. Po hráčské kariéře se stal trenérem mnoha klubů. Největší úspěchy zaznamenal jako trenér Interu který dovedl ke dvou titulům v lize (1952/53, 1953/54).
Po triumfech u Nerazzurri byl povolán do čela reprezentace na čtyřleté období 1954-1958, ale byl protagonistou negativního neúspěchu v kvalifikaci Azzurri na MS 1958 kdy nepostoupili na šampionát. Po nezdaru trénoval klub AS Řím se kterým vyhrál tehdejší Evropskou ligu Veletržní pohár 1960/61. Také se stal trenérem reprezentace Švýcarska v letech 1964 až 1967. Svou kariéru trenéra ukončil v 1977 v klubu FC Lugano.

## Hráčská statistika
| Sezóna  | Klub     | Liga      | Liga   | Liga | Ligové poháry | Ligové poháry | Ligové poháry | Kontinentální poháry | Kontinentální poháry | Kontinentální poháry | Celkem | Celkem |
| Sezóna  | Klub     | Soutěž    | Zápasy | Góly | Soutěž        | Zápasy        | Góly          | Soutěž               | Zápasy               | Góly                 | Zápasy | Góly   |
| ------- | -------- | --------- | ------ | ---- | ------------- | ------------- | ------------- | -------------------- | -------------------- | -------------------- | ------ | ------ |
| 1929/30 | Lazio    | Serie A   | 18     | 1    | -             | 0             | 0             | -                    | 0                    | 0                    | 18     | 1      |
| 1930/31 | Lazio    | Serie A   | 20     | 2    | -             | 0             | 0             | -                    | 0                    | 0                    | 20     | 2      |
| 1931/32 | Padova   | Serie B   | 28     | 16   | -             | 0             | 0             | -                    | 0                    | 0                    | 28     | 16     |
| 1932/33 | Padova   | Serie A   | 34     | 1    | -             | 0             | 0             | -                    | 0                    | 0                    | 34     | 1      |
| 1933/34 | Padova   | Serie A   | 32     | 3    | -             | 0             | 0             | -                    | 0                    | 0                    | 32     | 3      |
| 1934/35 | Juventus | Serie A   | 27     | 0    | -             | 0             | 0             | Stř.P                | ?                    | ?                    | 27+    | 0+     |
| 1935/36 | Juventus | Serie A   | 30     | 1    | IP            | 3             | 0             | -                    | 0                    | 0                    | 33     | 1      |
| 1936/37 | Juventus | Serie A   | 30     | 0    | IP            | 2             | 0             | -                    | 0                    | 0                    | 32     | 0      |
| 1937/38 | Juventus | Serie A   | 30     | 1    | IP            | 6             | 1             | Stř.P                | ?                    | ?                    | 36+    | 2+     |
| 1938/39 | Juventus | Serie A   | 30     | 1    | IP            | 2             | 0             | -                    | 0                    | 0                    | 32     | 1      |
| 1939/40 | Juventus | Serie A   | 30     | 1    | IP            | 4             | 0             | -                    | 0                    | 0                    | 34     | 1      |
| 1940/41 | Juventus | Serie A   | 30     | 0    | IP            | 2             | 0             | -                    | 0                    | 0                    | 32     | 0      |
| 1941/42 | Juventus | Serie A   | 30     | 1    | IP            | 6             | 1             | -                    | 0                    | 0                    | 36     | 2      |
| 1942/43 | Juventus | Serie A   | 20     | 0    | IP            | 0             | 0             | -                    | 0                    | 0                    | 20     | 0      |
| 1945/46 | Juventus | 1. divize | 3      | 0    | -             | 0             | 0             | -                    | 0                    | 0                    | 3      | 0      |
| 1946/47 | Juventus | Serie A   | 6      | 0    | IP            | 0             | 0             | -                    | 0                    | 0                    | 6      | 0      |
| Celkem  | Celkem   | Celkem    | 398    | 28   | -             | 25            | 2             | -                    | ?                    | ?                    | 423+   | 30+    |

## Hráčské úspěchy

### Klubové
- 1× vítěz italské ligy (1934/35)
- 2x vítěz italského poháru (1937/38, 1941/42)

### Reprezentační
- 1x na MS (1938 - zlato)
- 1x na OH (1936 - zlato)

### Individuální
- All Stars Team na 1938

## Trenérské úspěchy

### Klubové
- 2× vítěz italské ligy (1952/53, 1953/54)
- 1× vítěz Veletžního poháru (1960/61)

### Reprezentační
- 1x na MS (1966)